# Zatoka Dżakarta
Zatoka Dżakarta (indonez. Teluk Jakarta) – zatoka na północ od Dżakarty. To tutaj znajdują się wyspy Seribu. Do zatoki wpada 13 rzek. Wzdłuż wybrzeża zamieszkują głównie ludzie, którzy żyją poniżej granicy ubóstwa, w złych warunkach sanitarnych.